# Luis Maidana
Luis María Maidana Silveira (* 22. Februar 1934 in Piriápolis), kurz Luis Maidana, ist ein ehemaliger uruguayischer Fußballtorhüter, der mit der Nationalmannschaft seines Heimatlandes an der Fußball-Weltmeisterschaft 1962 teilnahm.

## Karriere

### Vereinskarriere

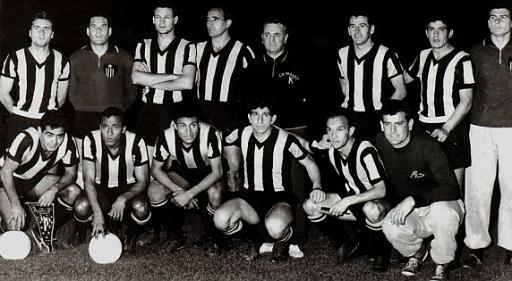
Die Mannschaft Peñarols im Jahre 1961; Maidana (stehend, Zweiter von links)

Der nur 1,75 Meter große Luis Maidana, der aus Pan de Azúcar nach Montevideo kam und dort zunächst ab 1951 in der Jugend Peñarols spielte, rückte in der Saison 1952 erstmals in den Kader der ersten Mannschaft der Aurinegros auf. Zu Einsätzen kam er spätestens im Jahr 1954, als der Vorjahresmeister Peñarol seinen Erfolg wiederholte. Bis zur nächsten Meisterschaft dauerte es vier Jahre. Mit der Meisterschaft 1958 startete Peñarol ein Jahrzehnt der Dominanz im südamerikanischen Fußball. Von 1958 bis 1962 wurde das Team um Maidana fünf Mal in Folge Meister. Im Jahre 1960 konnte der Verein die erstmals ausgetragene Copa Libertadores gewinnen. Durch den Gewinn der Copa Libertadores und die Titelverteidigung im nächsten Jahr nahm der Verein in den Jahren 1960 und 1961 am Weltpokal teil. Die erste Austragung des interkontinentalen Wettbewerbs verlor Maidanas Mannschaft gegen Real Madrid. Im nächsten Jahr gelang, nach einem 5:0-Sieg im Rückspiel gegen Benfica Lissabon, der Gewinn des Weltpokals. Danach konnte Maidana bis zum Ende seiner Karriere noch zwei Meisterschaften, aber keine internationalen Titel mehr gewinnen.

### Nationalmannschaft
Durch die erfolgreiche Zeit mit dem CA Peñarol hatte Maidana auch das Interesse des Nationaltrainers geweckt. Am 2. Mai 1959 gab er sein Debüt im Tor der Nationalmannschaft. Von dem Zeitpunkt an gehörte er zehn Jahre zum engen Kreis der Nationalmannschaft. Der Höhepunkt seiner Karriere in der Nationalmannschaft war die Berufung ins Aufgebot zur WM 1962 in Chile. Während der Weltmeisterschaft kam er nicht zum Einsatz, sondern nur zuvor in der Qualifikation gegen Bolivien. Insgesamt kam er bis zu seinem letzten Einsatz für die Celeste am 8. Juni 1969 auf zehn Länderspiele. Dabei kassierte er 17 Gegentreffer.

## Erfolge
- Uruguayischer Meister: 1958, 1959, 1960, 1961, 1962, 1964, 1965
- Copa-Libertadores-Sieger: 1960, 1961
- Weltpokalsieger: 1961